# Курсова, Мария Андреевна
Мария Андреевна Курсова (род. 3 января 1986, Северодвинск) — российская и армянская шахматистка, гроссмейстер среди женщин (2007).
Чемпионка мира до 10 лет (1996). Чемпионка России среди девушек в разных возрастных категориях: до 12 лет (1998), до 14 лет (2000) и до 18 лет (2004).
В составе сборной Армении участница 2-х Олимпиад (2012, 2014), 2-х командных чемпионатов мира (2011, 2015) и 4-х командных чемпионатов Европы (2011—2017).
Замужем за армянским гроссмейстером Арманом Пашикяном.

## Изменения рейтинга
| Графики недоступны из-за технических проблем. См. информацию на Фабрикаторе и на mediawiki.org. |